# Championnats d'Europe d'athlétisme 1962
Navigation
Les 7e Championnats d'Europe d'athlétisme ont eu lieu du 12 au 16 septembre 1962 au Stade du Partizan de Belgrade en Yougoslavie.

## Faits marquants
Pendant ces compétitions, trois records du monde ont été battus. L'Italien Salvatore Morale a égalé celui du 400 m haies avec un temps de 49 s 2. La Soviétique Maria Itkina a égalé le record du 400 m et sa compatriote Tamara Press a lancé le poids à 18.55 m.
De plus, trois nouveaux records d'Europe ont été établis : au lancer du marteau par  Gyula Zsivótzky, sur 800 m par Gerda Kraan et en relais 4 × 400 m dames par l'équipe de Pologne.

## Résultats

### Hommes
| 100 m | Claude Piquemal 10 s 4                                                                                       | Jocelyn Delecour 10 s 4                                                                      | Peter Gamper 10 s 4                                                                   |
| 200 m | Owe Jonsson 20 s 7 (CR)                                                                                      | Marian Foik 20 s 8                                                                           | Sergio Ottolina 20 s 8                                                                |
| 400 m | Robbie Brightwell 45 s 9 (CR)                                                                                | Manfred Kinder 46 s 1                                                                        | Hans-Joachim Reske 46 s 4                                                             |
| 800 m | Manfred Matuschewski 1 min 50 s 5                                                                            | Valery Bulyshev 1 min 51 s 2                                                                 | Paul Schmidt 1 min 51 s 2                                                             |
| 1 500 m | Michel Jazy 3 min 40 s 9 (CR)                                                                                | Witold Baran 3 min 42 s 1                                                                    | Tomáš Salinger 3 min 42 s 2                                                           |
| 5 000 m | Bruce Tulloh 14 min 0 s 6                                                                                    | Kazimierz Zimny 14 min 1 s 8                                                                 | Pyotr Bolotnikov 14 min 2 s 6                                                         |
| 10 000 m | Pyotr Bolotnikov 28 min 54 s 0 (CR)                                                                          | Friedrich Janke 29 min 1 s 6                                                                 | Roy Fowler 29 min 2 s 0                                                               |
| Marathon | Brian Kilby 2 h 23 min 18 s                                                                                  | Aurèle Vandendriessche 2 h 24 min 2 s                                                        | Viktor Baikov 2 h 24 min 19 s                                                         |
| 20 km marche | Kenneth Matthews 1 h 35 min 54 s                                                                             | Hans-Georg Reimann 1 h 36 min 14 s                                                           | Volodymyr Holubnychy 1 h 36 min 38 s                                                  |
| 50 km marche | Abdon Pamich 4 h 18 min 57 s                                                                                 | Grigori Panichkin 4 h 24 min 37 s                                                            | Donald Thompson 4 h 29 min 11 s                                                       |
| 110 m haies | Anatoliy Mikhailov 13 s 8                                                                                    | Giovanni Cornacchia 14 s 0                                                                   | Mykola Berezutskiy 14 s 2                                                             |
| 400 m haies | Salvatore Morale 49 s 2 (WR)                                                                                 | Jörg Neumann 50 s 3                                                                          | Helmut Janz 50 s 5                                                                    |
| 3 000 m steeple | Gaston Roelants 8 min 32 s 6 (CR)                                                                            | Zoltán Vámos 8 min 37 s 6                                                                    | Nikolay Sokolov 8 min 40 s 6                                                          |
| 4 × 100 m | Allemagne de l'Ouest Klaus Ulonska Peter Gamper Hans-Joachim Bender Manfred Germar 39 s 5 (CR)               | Pologne Jerzy Juskowiak Andrzej Zielinski Zbigniew Syka Marian Foik 39 s 5                   | Royaume-Uni Alf Meakin Ron Jones Berwyn Jones David Jones 39 s 8                      |
| 4 × 400 m | Allemagne de l'Ouest Johannes Schmitt Wilfried Kindermann Hans-Joachim Reske Manfred Kinder 3 min 5 s 8 (CR) | Royaume-Uni Barry Jackson (en) Kenneth Wilcock Adrian Metcalfe Robbie Brightwell 3 min 5 s 9 | Suisse Bruno Galliker Jean-Louis Descloux Marius Theiler Hansruedi Bruder 3 min 7 s 0 |
| Saut en hauteur | Valeriy Brumel 2,21 m (CR)                                                                                   | Stig Pettersson 2,13 m                                                                       | Robert Shavlakadze 2,09 m                                                             |
| Saut à la perche | Pentti Nikula 4,80 m (CR)                                                                                    | Rudolf Tomášek 4,60 m                                                                        | Kauko Nyström 4,60 m                                                                  |
| Saut en longueur | Igor Ter-Ovanesian 8,19 m (CR)                                                                               | Rainer Stenius 7,85 m                                                                        | Pentti Eskola 7,85 m                                                                  |
| Triple saut | Józef Szmidt 16,55 m (CR)                                                                                    | Vladimir Goriayev 16,39 m                                                                    | Oleg Fedoseyev 16,24 m                                                                |
| Lancer du poids | Vilmos Varjú 19,02 m (CR)                                                                                    | Viktor Lipsnis 18,38 m                                                                       | Alfred Sosgórnik 18,26 m                                                              |
| Lancer du disque | Vladimir Trusenyov 57,11 m (CR)                                                                              | Kees Koch 55,96 m                                                                            | Lothar Milde 55,47 m                                                                  |
| Lancer du marteau | Gyula Zsivótzky 69,64 m (AR)                                                                                 | Alexei Baltovski 66,93 m                                                                     | Yuri Bakarinov 66,57 m                                                                |
| Lancer du javelot | Jānis Lūsis 82,04 m (CR)                                                                                     | Viktor Tsybulenko 77,92 m                                                                    | Władysław Nikiciuk 77,66 m                                                            |
| Décathlon | Vasiliy Kuznetsov 8 026 pts (CR)                                                                             | Werner von Moltke 8 022 pts                                                                  | Manfred Bock 7 835 pts                                                                |
| Records et Performances - AR : Record continental (area record) - CR : Record des championnats (championship record) - MR : Record du meeting (meet record) - NR : Record national (national record) - OR : Record olympique (olympic record) - PR : Record paralympique (paralympic record) - PB : Record personnel (personal best) - SB : Meilleure performance personnelle de la saison (season's best) - WL : Meilleure performance mondiale de l'année (world leader) - WJR : Record du monde junior (world junior record) - WR : Record du monde (world record) Circonstances et Conditions - DNF : N'a pas terminé (did not finish) - DNS : N'a pas pris le départ (did not start) - DQ : Disqualification (disqualification) - NM : Aucun essai valable enregistré (No Mark) - Q : Qualifié « directement » au prochain tour (ou à la prochaine compétition), lors d'une compétition majeure, grâce au classement ou à la réalisation des minima (automatic qualifier) - q : Qualifié au prochain tour (ou à la prochaine compétition), lors d'une compétition majeure, grâce au repêchage ou à la réalisation de l'une des meilleures performances parmi celles des « non qualifiés directement » (grâce au meilleur temps ou à la meilleure distance par exemple) (secondary qualifier) | |                                                                                              |                                                                                       |

### Femmes
| 100 m | Dorothy Hyman 11 s 3 (CR)                                                           | Jutta Heine 11 s 3                                                                 | Teresa Ciepły 11 s 4                                               |
| 200 m | Jutta Heine 23 s 5 (CR)                                                             | Dorothy Hyman 23 s 7                                                               | Barbara Sobotta 23 s 9                                             |
| 400 m | Mariya Itkina 53 s 4 (WR)                                                           | Elizabeth Grieveson 53 s 9                                                         | Tilly van der Zwaard 54 s 2                                        |
| 800 m | Gerda Kraan 2 min 02 s 8 (AR)                                                       | Waltraut Kaufmann 2 min 05 s 0                                                     | Olga Kazi 2 min 05 s 0                                             |
| 80 m haies | Teresa Ciepły 10 s 6 (CR)                                                           | Karin Balzer 10 s 6                                                                | Maria Piątkowska 10 s 6                                            |
| 80 m haies | Teresa Ciepły 10 s 6 (CR)                                                           | Karin Balzer 10 s 6                                                                | Erika Fisch 10 s 6                                                 |
| Saut en hauteur | Iolanda Balaş 1,83 m (CR)                                                           | Olga Gere 1,76 m                                                                   | Linda Knowles 1,73 m                                               |
| Saut en longueur | Tatyana Shchelkanova 6,36 m (CR)                                                    | Elżbieta Krzesińska 6,22 m                                                         | Mary Rand 6,22 m                                                   |
| Lancer du poids | Tamara Press 18,55 m (WR)                                                           | Renate Garisch 17,17 m                                                             | Galina Zybina 16,95 m                                              |
| Lancer du disque | Tamara Press 56,91 m (CR)                                                           | Doris Lorenz-Müller 53,60 m                                                        | Jolán Kontsek 52,82 m                                              |
| Lancer du javelot | Elvira Ozolina 54,93 m                                                              | Maria Diaconescu 52,10 m                                                           | Alevtina Shastitko 51,80 m                                         |
| 4 × 100 m | Pologne Teresa Ciepły Barbara Sobotta Elzbieta Szyroka Maria Piatkowska 44 s 5 (AR) | Allemagne de l'Ouest Erika Fisch Martha Pensberger Maren Collin Jutta Heine 44 s 6 | Royaume-Uni Ann Packer Dorothy Hyman Daphne Arden Mary Rand 44 s 9 |
| Pentathlon | Galina Bystrova 4 833 pts (CR)                                                      | Denise Guénard 4 735 pts                                                           | Helga Hoffmann 4 676 pts                                           |
| Records et Performances - AR : Record continental (area record) - CR : Record des championnats (championship record) - MR : Record du meeting (meet record) - NR : Record national (national record) - OR : Record olympique (olympic record) - PR : Record paralympique (paralympic record) - PB : Record personnel (personal best) - SB : Meilleure performance personnelle de la saison (season's best) - WL : Meilleure performance mondiale de l'année (world leader) - WJR : Record du monde junior (world junior record) - WR : Record du monde (world record) Circonstances et Conditions - DNF : N'a pas terminé (did not finish) - DNS : N'a pas pris le départ (did not start) - DQ : Disqualification (disqualification) - NM : Aucun essai valable enregistré (No Mark) - Q : Qualifié « directement » au prochain tour (ou à la prochaine compétition), lors d'une compétition majeure, grâce au classement ou à la réalisation des minima (automatic qualifier) - q : Qualifié au prochain tour (ou à la prochaine compétition), lors d'une compétition majeure, grâce au repêchage ou à la réalisation de l'une des meilleures performances parmi celles des « non qualifiés directement » (grâce au meilleur temps ou à la meilleure distance par exemple) (secondary qualifier) |                                                                                     |                                                                                    |                                                                    |

## Tableau des médailles
| Rang | Nation               | Or | Argent | Bronze | Total |
| ---- | -------------------- | -- | ------ | ------ | ----- |
| 1    | Union soviétique     | 13 | 6      | 10     | 29    |
| 2    | Royaume-Uni          | 5  | 3      | 6      | 14    |
| 3    | Allemagne de l'Ouest | 3  | 5      | 7      | 15    |
| 4    | Pologne              | 3  | 5      | 5      | 13    |
| 5    | France               | 2  | 2      | 0      | 4     |
| 6    | Italie               | 2  | 1      | 1      | 4     |
| 7    | Hongrie              | 2  | 0      | 2      | 4     |
| 8    | Allemagne de l'Est   | 1  | 6      | 1      | 8     |
| 9    | Roumanie             | 1  | 2      | 0      | 3     |
| 10   | Finlande             | 1  | 1      | 2      | 4     |
| 11   | Pays-Bas             | 1  | 1      | 1      | 3     |
| 12   | Belgique             | 1  | 1      | 0      | 2     |
| 12   | Suède                | 1  | 1      | 0      | 2     |
| 14   | Tchécoslovaquie      | 0  | 1      | 1      | 2     |
| 15   | Yougoslavie          | 0  | 1      | 0      | 1     |
| 16   | Suisse               | 0  | 0      | 1      | 1     |
|      |                      | 36 | 36     | 37     | 109   |